# Günther Bobrik
Johannes Eduard Günther Bobrik (* 5. Februar 1888 in Königsberg (Preußen); † 16. September 1957 in Hamburg) war ein deutscher Schauspieler und Regisseur.

## Leben und Wirken
Er war der jüngste Sohn des Obergeneralarztes Benno Bobrik und seiner Gattin Anna geborene von Schön aus Königsberg. Nach dem Besuch des Wilhelms Gymnasiums in seiner Heimatstadt bis Ostern 1906 studierte Bobrik Philologie an den Universitäten Königsberg und München. Dort promovierte er im Alter von 21 Jahren am 8. März 1909 zum Dr. phil. Das Thema seiner Dissertation lautete Wielands Don Sylvio und Oberon auf der deutschen Singspielbühne und erschien in Königsberg in Druck. 
Bereits während des Studiums entdeckte er seine Neigung zur Schauspielerei und nach Überwindung einiger Hürden, die sich ihm in den Weg stellten, erhielt er am Stadttheater in der anhaltischen Stadt Zerbst sein erstes Engagement als Schauspieler. Nach einer Zwischenstation in Essen kehrte er in seine Heimatstadt Königsberg zurück. Nach Ausbruch des Ersten Weltkrieges meldete er sich als Freiwilliger. Nach Kriegsende 1918 ging er an die Kammerspiele in Hamburg. Nach fünf Jahren wechselte er an das Stadttheater nach Altona, wo er acht Jahre als Schauspieler tätig war. Im Anschluss widmete sich Bobrik dem neu aufgekommenen Rundfunk und nahm eine Tätigkeit am Reichssender Hamburg auf.
Nach dem Zweiten Krieg arbeitete er beim Norddeutschen Rundfunk in Hamburg und trat auch in einigen Filmen auf. Er starb plötzlich durch Herzschlag. Seine letzte Ruhestätte fand er auf dem Friedhof Ohlsdorf.

## Filmografie
- 1951: Kleiner Mann auf großer Reise
- 1952: Das Gericht zieht sich zur Beratung zurück, Folge 10 Moral im Dienst
- 1954: Das Ministerium ist beleidigt
- 1956: Das Mädchen Marion